# Sono io l'assassino
Sono io l'assassino è un film del 1948 diretto da Roberto Bianchi Montero.
Conosciuto anche con il titolo Attendimi!.

## Produzione
Il film è una commistione tra melodramma strappalacrime e poliziesco, due filoni popolari molto in voga in quel periodo tra il pubblico italiano.

## Distribuzione
Il film fu distribuito nelle sale cinematografiche italiane il 17 febbraio del 1948.